# Сутугин, Василий Васильевич

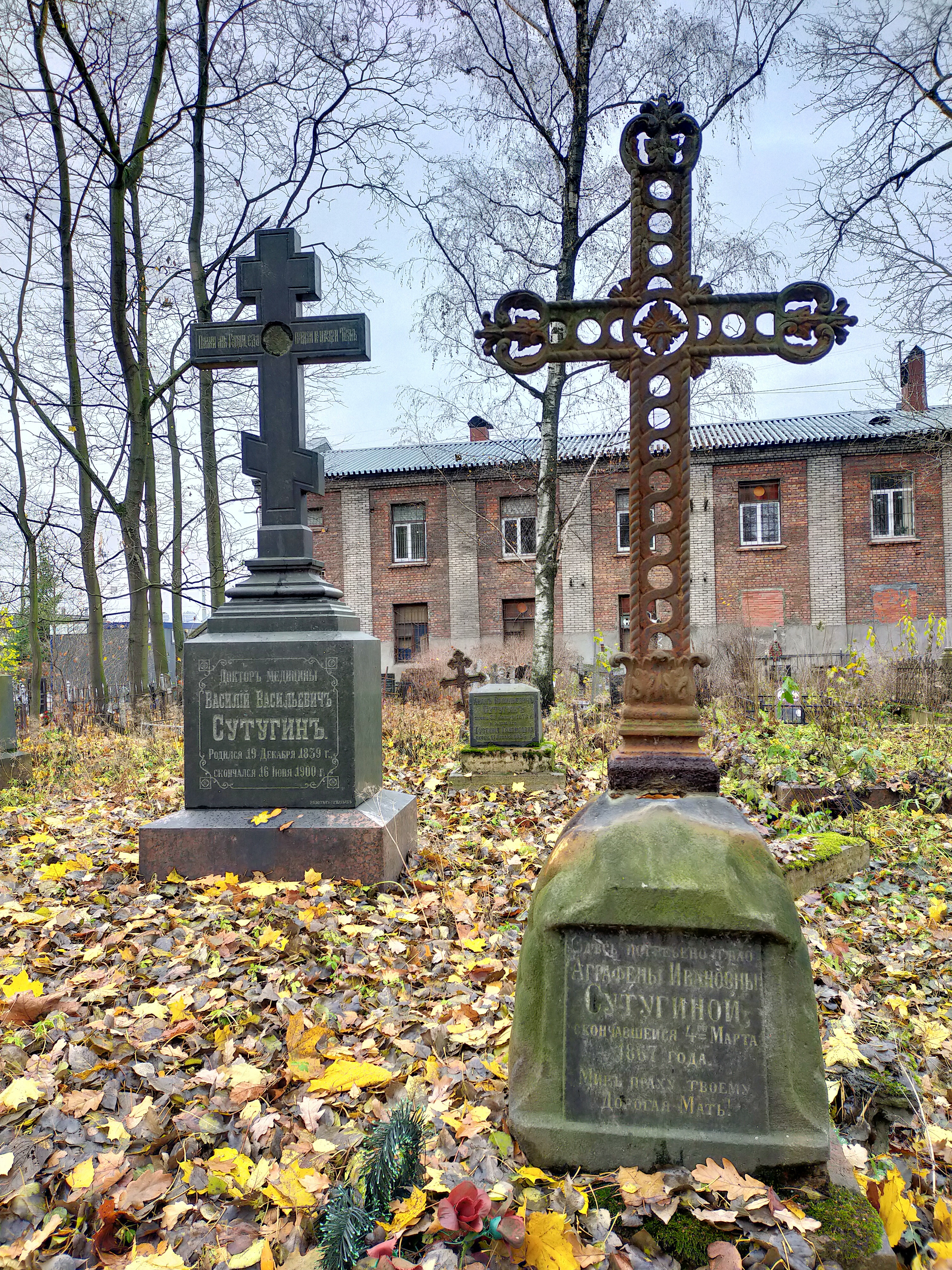
Могила В. В. Сутугина, семейное захоронение на Волковском православном кладбище

 Василий Васильевич Сутугин  (1839, Тверская губерния, Российская империя — 1900 год, Санкт-Петербург, Российская империя) — врач, акушер, гинеколог.

## Биография
Родился в 1839 году в Кашине, Тверской губернии. Образование получил в Тверской гимназии и Московском университете. По окончании в последнем курса со званием лекаря с отличием, поступил в 1863 году на службу ординатором-практикантом при Троицкой больнице для чернорабочих в Санкт-Петербурге. В том же году он был прикомандирован к Императорской медико-хирургической академии, сначала в хирургической клинике, а после с 1864 по 1866 г к акушеро-гинекологической клинике Крассовского. В 1863-64 гг сдал при медико-хирургической академии экзамен на доктора медицины, а в 1865 году там же защищал диссертацию: «О переливании крови». С 1865 до 1869 года был экстерном в повивальном институте.
В январе 1866 поступил экстерном в Обуховскую больницу в Санкт-Петербурге, и через два месяца произведен в сверхштатные ординаторы. В том же году поступил доктором Двора Наследника Цесаревича Александра Александровича, а при восшествии его на престол назначен доктором при штате Собственного Его Величества Двора и конторы августейших детей, где он и прослужил до августа 1886. С 1869 по 1876 состоял сверхштатным ординатором при Санкт-Петербургском родовспомогательном заведении и консультантом по женским болезням при Святотроицкой общине сестер милосердия. В 1875 году призван был приват-доцентом по гинекологии и акушерству в медико-хирургической академии, с тех пор до 1883 года читал частные курсы студентам Императорской военно-медицинской академии.
С 1875 по 1877 год был преподавателем акушерства и женских болезней в училище лекарских помощниц и фельдшериц при дамском лазарет комитете, и состоял консультантом при лечебнице Герцогини Эдинбургской. С 1883 по 1887 год читал частные курсы по гинекологической клинике для врачей. В 1887 году назначен директором и главным акушером Московского родовспомогательного заведения. Состоял членом Общества русских врачей, членом-учредителем Петербургского медицинского общества, русского хирургического общества Пирогова.

## Труды
- О переливании крови : Дис. на степ. д-ра мед. лекаря Василия Сутугина Санкт-Петербург : тип. Я. Трея, 1865
- Случай блуждающей печени / [Соч.] Д-ра В. Сутугина; (Из Жен. больн[ицы] Св.-Троиц. общины сестер милосердия) [Санкт-Петербург] : тип. Я. Трея, ценз. 1874
- О положении плода при беременности / [Соч.] Д-ра В. Сутугина Санкт-Петербург : тип. Я. Трея, 1875
- Критический обзор теорий, объясняющих положение плода в матке : (Извлеч. из проб. лекции на звание доцента, 16 окт. 1875 г.) Санкт-Петербург : тип. Я. Трея, ценз. 1875
- Чрезмерная рвота беременных / [Соч.] Частного доц. В. В. Сутугина Санкт-Петербург : тип. Б. Г. Янпольского, 1882
- К оперативному лечению кист широкой связки [Санкт-Петербург] : тип. Я. Трей, [1885]
- Необходимые изменения в учении о механизме родов при предлежаниях затылком / [Соч.] В. В. Сутугина Санкт-Петербург : тип. Я. Трей, 1886
- Оскопление при хроническом тазовом перитоните / [Соч.] В. В. Сутугина; [Из Гинекол. барака Рождествен. гор. больницы] Санкт-Петербург : тип. Я. Трей, 1886
- К вопросу об условном показании к кесарскому сечению Санкт-Петербург : тип. Я. Трей, 1888
- Краткий исторический очерк устройства Московского родовспомогательного заведенМосква : Моск. гор. тип., 1889ия и Медицинский отчет за 1888 год / [Соч.] Д-ров В. В. Сутугина и Г. М. Воздвиженского
- Успехи оперативного лечения папиллом брюшины : [Сообщ. в заседании С.-Петерб. мед. о-ва 13 марта 1890 г.] / [Соч.] В. В. Сутугина Санкт-Петербург : тип. М. М. Стасюлевича, 1890
- Наблюдения над брюшинной беременностью / [Соч.] В. В. Сутугина Санкт-Петербург : тип. Я. Трей, 1892